# João de Pina Cabral
João Paulo dos Santos Pina Cabral (Porto, 1954) é um antropólogo português.

## Percurso académico
Nascido no Porto, João Pina Cabral viveu em Moçambique, onde o seu pai era missionário, e estudou na África do Sul (Ba with Honours na Universidade de Witwatersrand, Joanesburgo), tendo obtido o grau de doutor na Universidade de Oxford, em 1984, sob a supervisão de John Campbell e Rodney Needham, e o título académico de habilitação na Universidade de Lisboa, em 2001 Actualmente (2017) é professor de antropologia social na universidade de Kent.

## Percurso profissional
Pina Cabral foi professor do actual ISCTE - Instituto Universitário de Lisboa, e um dos fundadores do seu Departamento de Antropologia, em 1982, sendo actualmente (2011) investigador coordenador do Instituto de Ciências Sociais da Universidade de Lisboa e membro do seu conselho científico.

## Obra
A sua obra como antropólogo percorre locais (Europa, África, Ásia e, mais recentemente, América Latina) e temas de investigação diversos. Os seus trabalhos têm incidido, entre outros temas, sobre as sociedades rurais, especialmente os camponeses do Alto Minho, a dinâmica das identidades em Macau e em Moçambique e, mais recentemente, a relação entre a pessoa e os nomes na Bahia.

## Associações e sociedades científicas
- Associação Portuguesa de Antropologia: fundador e primeiro presidente.
- Associação Europeia de Antropólogos Sociais: fundador, secretário (1995-1997) e presidente (2003-2005)[9][10]
- Academia das Ciências de Lisboa: membro correspondente da 7.ª secção (Ciências Sociais e Políticas)[11]
- Real Academia de Ciências Morales y Políticas de Madrid: membro correspondente[12]

## Algumas obras publicadas
- 'Sons of Adam, daughters of Eve: the peasant worldview of the Alto Minho (em inglês). Oxford: Clarendon Press. 1986

Tradução portuguesa: Filhos de Adão, filhas de Eva: a visão do mundo camponesa do Alto Minho. Lisboa: D. Quixote. 1989
- Os contextos da antropologia. Lisboa: Difel. 1991
- Aromas de urze e de lama: viagem de um antropólogo ao Alto Minho. Lisboa: Fragmentos. 1992[13]
- Between China and Europe: person, culture and emotion in Macao (em inglês). Londres; Nova Iorque: Continuum. 2002
- O homem na família: cinco ensaios de antropologia. Lisboa: Imprensa de Ciências Sociais. 2003
- «Mães, pais e nomes no baixo sul (Bahia, Brasil)», em CABRAL, João de Pina Cabral; VIEGAS, Susana de Matos Viegas (orgs.), Simpósio Internacional Nomes: Género, Etnicidade e Família, Lisboa, 2006, Coimbra: Almedina, 2007, pp. 63–88

## Alguns artigos publicados na revistaAnálise Sociale disponíveis online
- «Língua e hegemonia nas Ciências Sociais», in Análise Social, vol. XLII (1.º), 2007 (n.º 182), pp. 233–237
- «A difusão do limiar: margens, hegemonias e contradições», in Análise Social, vol. XXXIV (Primavera), 2000 (n.º 153), pp. 865–892
- «O modelo de licenciatura no ensino superior», in Análise Social, vol. XXXIV (Inverno), 2000 (n.º 151-152), pp. 695–702
- «A antropologia e a questão disciplinar», in Análise Social, vol. XXXIII (5.º), 1998 (n.º 149), pp. 1081–1092
- «Redes informáticas: espaços, tempos, hegemonias», in Análise Social, vol. XXXIII (4.º), 1998 (n.º 148), pp. 861–870
- «A lei e a paternidade: as leis de filiação portuguesas vistas à luz da antropologia social», in Análise Social, vol. XXVIII (4.º-5.º), 1993 (n.º 123-124), pp. 975–997
- «Novos valores e formas de vida no Macau dos anos 90», in Análise Social, vol. XXVIII (2.º), 1993 (n.º 121), pp. 409–416
- «O sagrado e o drama», in Análise Social, vol. XXVI (2.º), 1991 (n.º 111), pp. 431–439
- «A casa do Noroeste: introdução e comentários a um encontro pluridisciplinar».Com Rui Graça Feijó, João Arriscado Nunes, Margarida Coelho, Ana Maria Gonçalves, in Análise Social, vol. XXIII (1.º), 1987 (n.º 95), pp. 151–163
- «Comentários críticos sobre a casa e a família no Alto Minho rural», in Análise Social, vol. XX (2.º-3.º), 1984 (n.º 81-82), pp. 263–284
- «As mulheres, a maternidade e a posse da terra no Alto Minho», in Análise Social, vol. XX (1.º), 1984 (n.º 80), pp. 97–112
- «Notas críticas sobre a observação participante no contexto da etnografia portuguesa», in Análise Social, vol. XIX (2.º), 1983 (n.º 76), pp. 327–339